# Haebaru (Okinawa)
Haebaru  (南風原町, transcrito como Haebaru-chō; en okinawense: フェーバル, transcrito como Feebaru), es una ciudad ubicada en el distrito de Shimajiri (prefectura de Okinawa, Japón).
En 2016, la ciudad tenía una población estimada de 37.874 y una densidad de 3.500 personas por km². La superficie total era de 10,72 km². Es una de las pocas ciudades sin salida al mar de Okinawa, pero su ubicación central garantiza un tráfico y una actividad comercial estables.
Se encuentra al sur de la isla de Okinawa, directamente al sureste de la capital de la prefectura de Naha.
En Haebaru hay varias salas de pachinko, así como una rampa de skate y BMX bajo la autopista de Okinawa. También hay un gran complejo comercial ÆON y un hipermercado.
Haebaru es el lugar de nacimiento de Ultraman, un personaje ficticio de televisión que crece hasta alcanzar un tamaño gigante y lucha contra monstruos gigantes. La ciudad también alberga una artesanía tradicional ryukyuense, que produce telas tejidas o kasuri. Se produce en talleres de Haebaru.
En junio de 2007, los búnkeres subterráneos utilizados como hospitales militares durante la batalla de Okinawa de 1945 se abrieron al público para visitas guiadas. En la primavera de 2011, los estudiantes de secundaria locales comenzaron a capacitarse como guías turísticos de paz en un programa de experiencia laboral con el objetivo de guiar al público por las cuevas.

## Geografía
La ciudad incluye doce barrios. 
- Arakawa (新川)
- Kamizato (神里)
- Kanegusuku (兼城)
- Kyan
- Miyagusuku (宮城)
- Miyahira (宮平)
- Motobu (Sede)
- Ōna (大名)
- Teruya
- Tsukazan (津嘉山)
- Yamakawa (山川)
- Yonaha (与那覇)

## Cultura
El Museo de la Ciudad de Haebaru se encuentra en el distrito de Kiyan de Haebaru, directamente al oeste del Hospital del Ejército Japonés de Haebaru. El museo cuenta con una reproducción de las instalaciones de los búnkeres que se utilizaron para el hospital militar.
En Haebaru se halla la sede de los Archivos de la Prefectura de Okinawa (OPA). La OPA se estableció el 1 de abril de 1995 como resultado de la Ley de Archivos Públicos de Japón de 1988. El archivo busca recopilar y preservar los documentos oficiales y los registros históricos de la prefectura de Okinawa. La OPA recopila materiales y registros históricos del Reino de Ryukyu, el Gobierno de las Islas Ryukyu, la Administración Civil de las Islas Ryukyu de los Estados Unidos (USCAR) y el actual Gobierno de la Prefectura de Okinawa.